# James Tinn
James Tinn (ur. 23 sierpnia 1922, zm. 18 listopada 1999) – brytyjski polityk Partii Pracy, deputowany Izby Gmin.

## Działalność polityczna
W okresie od 15 października 1964 do 28 lutego 1974 reprezentował okręg wyborczy Cleveland a od 28 lutego 1974 do 11 czerwca 1987 okręg wyborczy Redcar w brytyjskiej Izbie Gmin.